# Maria Frydman
Maria Frydman – polska aktorka teatralna żydowskiego pochodzenia, w latach 1958-1969 aktorka Teatru Żydowskiego w Warszawie. W 1969 roku po antysemickiej nagonce, która była następstwem wydarzeń marcowych wyemigrowała z Polski.

## Kariera teatralna
Teatr Żydowski w Warszawie
- 1969: Bóg, człowiek i diabeł
- 1967: Matka Courage i jej dzieci
- 1966: Ludzie
- 1965: Pusta karczma
- 1964: Wielka wygrana
- 1962: Pieśń ujdzie cało
- 1962: Bar-Kochba
- 1959: Zielone pola
- 1958: Drzewa umierają stojąc
- 1958: Opera Żyda
- 1958: Kune-Lemł
- 1958: Sender Blank